# Germano De Carli
Germano De Carli (26. března 1862 Meano – 19. listopadu 1931) byl rakouský politik italské národnosti z Tyrolska, na počátku 20. století poslanec Říšské rady.

## Biografie
V době svého působení v parlamentu se uvádí jako putovní učitel v Trentu.
Působil coby poslanec Říšské rady (celostátního parlamentu Předlitavska), kam usedl ve volbách do Říšské rady roku 1911, konaných podle všeobecného a rovného volebního práva. Byl zvolen za obvod Tyrolsko 20.
V roce 1911 byl uváděn jako člen Italské lidové strany. Po volbách roku 1911 byl na Říšské radě členem poslaneckého klubu Italské lidové strany.